# Riksväg 56
De Zweedse rijksweg 56 is gelegen in de provincies Östergötlands län, Södermanlands län, Västmanlands län, Uppsala län en Gävleborgs län en is circa 295 kilometer lang.

## Plaatsen langs de weg
- Norrköping
- Åby
- Simonstorp
- Strångsjö
- Katrineholm
- Bie
- Äsköping
- Kungsör
- Tumbo
- Kvicksund
- Dingtuna
- Västerås
- Hökåsen
- Tillberga
- Gesala
- Ransta
- Sala
- Heby
- Runhällen
- Tärnsjö
- Gysinge
- Hedesunda
- Valbo
- Gävle

## Knooppunten
- Riksväg 55: start gezamenlijk tracé bij Norrköping (begin)
- Riksväg 51 bij Norrköping
- E4 bij Norrköping
- Riksväg 52 bij Katrineholm
- Riksväg 55: einde gezamenlijk tracé, Riksväg 57: start gezamenlijk tracé, bij Katrineholm
- Riksväg 57: einde gezamenlijk tracé na krappe kilometer, bij Katrineholm
- Länsväg 214 bij Äsköping
- Länsväg 230
- E20: gezamenlijk tracé over 16 kilimeter, start bij Kungsör, einde bij Tumbo
- Länsväg 252 naar Kolbäck
- E18: begin gezamenlijk tracé van zo'n 12 kilometer, bij Dingtuna
- Riksväg 66 bij Västerås
- E18: einde gezamenlijk tracé, bij Västerås
- Riksväg 70: gezamenlijk tracé over 3,5 kilometer, bij Sala
- Riksväg 72: begin gezamenlijk tracé, bij Sala
- Riksväg 72: einde gezamenlijk tracé, bij Heby
- Länsväg 272: start gezamenlijk tracé over 7,5 kilometer, einde bij Gysinge
- E16/Riksväg 68: start gezamenlijk tracé, bij Valbo
- E4 bij Gävle
- E16/Riksväg 68: einde gezamenlijk tracé, bij Gävle

Europese wegen:
E4 · E6 · E10 · E12 · E14 · E16 · E18 · E20 · E22 · E45 · E65
Riksvägar:
9 · 11 · 13 · 15 · 17 · 19 · 21 · 23 · 24 · 25 · 26 · 27 · 28 · 29 · 30 · 31 · 32 · 34 · 35 · 37 · 40 · 41 · 42 · 44 · 46 · 47 · 49 · 50 · 51 · 52 · 53 · 55 · 56 · 57 · 61 · 62 · 63 · 66 · 68 · 69 · 70 · 72 · 73 · 75 · 76 · 77 · 83 · 84 · 86 · 87 · 90 · 92 · 94 · 95 · 97 · 98 · 99